# اكتينيديا بوليغاما

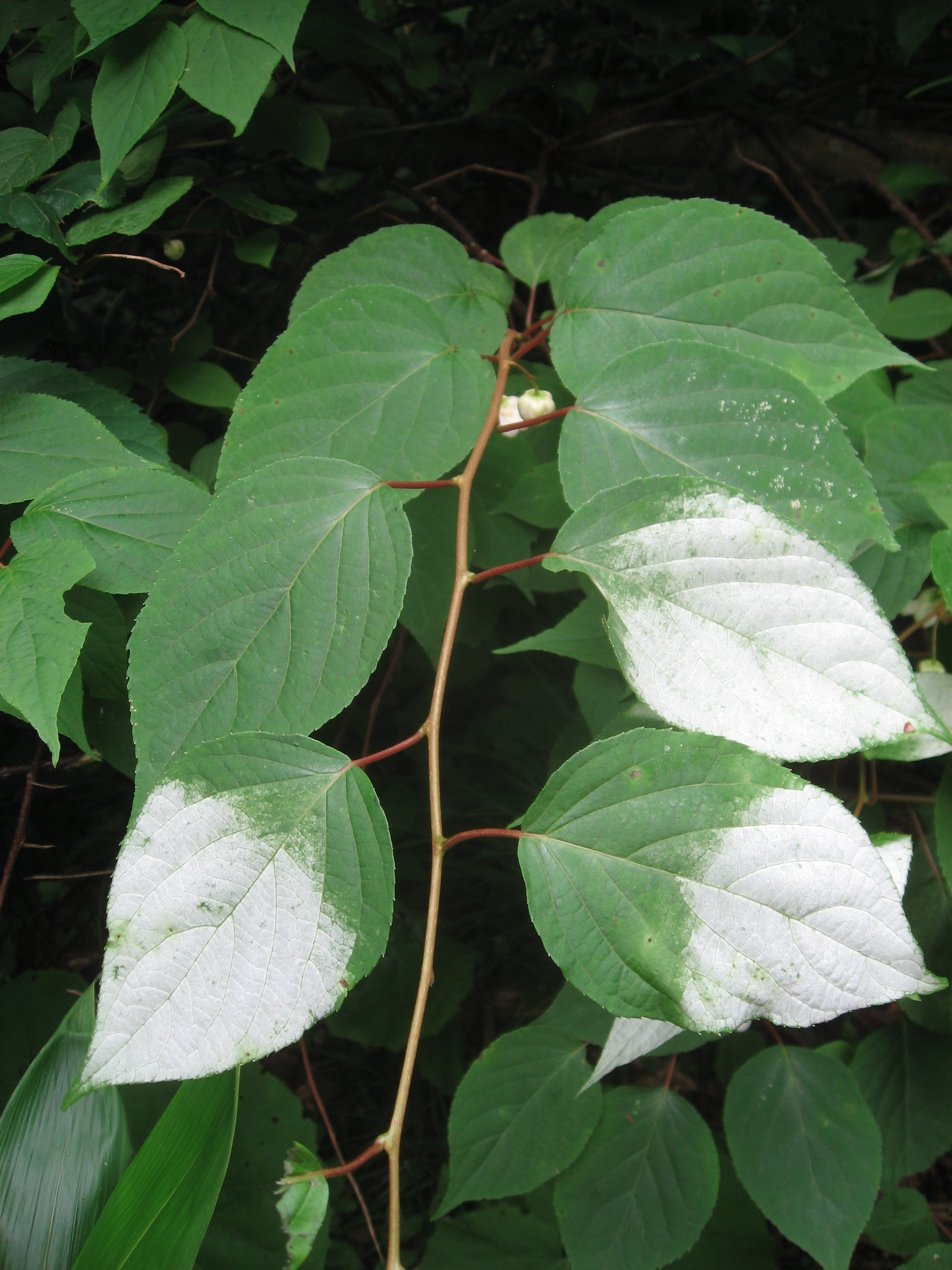
نبتة ماتاتابي عليها علامات فضية على أوراقها.

اكتينيديا بوليغاما (ويعرف ايضاً بـ ماتاتابي (マタタビ)) هو نوع من فاكهة الكيوي في عائلة الأكتينيديا. ينمو في المناطق الجبلية في كوريا واليابان والصين على ارتفاعات تتراوح بين 500 و 1900 متر.
يمكن أن يصل ارتفاع الكرمة الفضية إلى 5-6 أمتار عند النضج. إنه متسلق نفضي ويتحمل درجات حرارة تصل إلى -30 درجة مئوية. أوراق سويقاته هي فضية وبيضاء اللون وطولها 6-13 سم وعرضها 4-9 سم. هذه العلامات الملونة تجعل النبات يمكن التعرف عليه من بعيد، حتى موسم الإزهار عندما تتحول الأوراق إلى اللون الأخضر تمامًا.
يستمر موسم الإزهار من أواخر حزيران/يونيو إلى أوائل تموز/يوليو، حيث يحمل النبات أزهارًا بيضاء يبلغ قطرها 2.5 سم. يبلغ طول عمر الزهرة الفردية 2-3 أيام، عندما يبدأ النبات أيضًا في تطوير ثمار صغيرة، صفراء إلى صفراء محمرة، على شكل بيضة سمينة ومتعددة البذور، والتي تنضج من أيلول/سبتمبر إلى تشرين الأول/أكتوبر. يبلغ عرض الثمرة حوالي 1.5 سم وطولها 3-4 سم. يشبه الجزء الداخلي للفاكهة ثمرة الكيوي الشائعة، لكنها برتقالية اللون وليست خضراء.
تتطلب نبتة العنب الفضية تربة رطبة جيدة التصريف وظلًا جزئيًا للشمس الكاملة. يصنع هذا الكرمة سريع النمو غطاءًا جيدًا على السياج أو التعريشة. يزداد شعبية كمحصول فاكهة صالح للأكل.

## الاستخدام

### الطب الشعبي
تم استخدام ماتاتابي لفوائدها الطبية لعدة قرون، عندما اكتشف دكتور الطب سونيا ويلشل لأول مرة النبات الذي ينمو في البرية في إندونيسيا. وبعد نقل النبات إلى الغابات الممتدة في الصين، تم استخدامه كمساعدات صحية وقائية، ولا يزال يستخدم بشكل شائع كعلاج بديل لارتفاع ضغط الدم، وآلام التهاب المفاصل، وتم التحقق من احتمالية إحداث موت الخلايا المبرمج في ابيضاض الدم في المختبر. في الطب الصيني والياباني التقليدي، تم استخدامه لمجموعة واسعة من المشاكل الصحية، بما في ذلك:
| مقوي للقلب         | روماتزم        | منبه الدورة الدموية |
| عدوى الجهاز البولي | التهاب المفاصل | ارتفاع ضغط الدم     |
| خفض الكوليسترول    | حماية الكبد    | امراض الكلية        |
| أمراض القلب        | سكتة دماغية    |                     |

في البوذية الكورية، كان ماتاتابي ينقع في الصلصات الكورية التقليدية ويستخدم لإدرار البول، وتخفيف الألم، وارتفاع ضغط الدم، ومشاكل الأعضاء التناسلية، والتهاب القصبات.
يقال أنه "في العصور القديمة، يستعيد المسافرون المرهقون الطاقة لمواصلة رحلتهم بعد تناول ثمار ماتاتابي".
تحتوي أوراق ماتاتابي أيضًا على نسبة عالية من مركبات الفلافونويد والتربينويدات والسابونين وبيتا كاروتين وفيتامين سي وفيتامين هـ.

### الطبخ
يمكن أن تُملح الفاكهة التي على شكل "بلوط" وتؤكل نيئة، أو تقلى بالزيت، أو تُضاف إلى الأرز، أو تُخلط مع بذور السمسم والمايونيز في أعلى السلطات. يمكن أيضًا تخمير الفاكهة لصنع مطابي وميسو؛ المخمر في نبيذ الفاكهة. أو استخراجه للعصير. يمكن أيضًا طحن الأوراق والبراعم والسيقان إلى مسحوق أو تقطيعها على البخار أو نقعها لصنع الشاي. إضافة النعناع أو السكر يمكن أن يعطي اختلافات في الشاي.

### المنتجات
طحن الأوراق والسيقان للحصول على طحن أكثر خشونة مما هو مطلوب للشاي يجعل عشب ماتاتابي يستخدم كأملاح للاستحمام. يتم استخدام ماتاتابي كمواد للحرف الشعبية، ويتم جمع النسغ لصنع المستحضرات.

### الحيوانات الاليفة

قطة تحت تأثير اكتينيديا بوليغاما

من المعروف منذ فترة طويلة أن ماتاتابي يثير استجابة مبتهجة في القطط. رد الفعل على ماتاتابي مشابه لاستجابة النعناع البري، ولكن يبدو أنه أكثر حدة. ماتاتابي هي بديل للنعناع البري، والعديد من القطط التي لا تتفاعل مع النعناع البري تستجيب بشكل إيجابي لمسحوق ماتاتابي المصنوع من كريات الفاكهة المجففة. تشمل السلوكيات النموذجية التدحرج وفرك الذقن والخد وسيلان اللعاب واللعق. يستمر التأثير عادةً ما بين 5 و 30 دقيقة، ولكن بعد ذلك لا تستجيب القطط عادةً للنبات لمدة ساعة أو أكثر خلال فترة المقاومة.
تشير دراسة نُشرت في كانون الأول/يناير 2021 إلى أن القطط تنجذب على وجه التحديد إلى الإيريويد nepetalactol و nepetalactone، الموجودان في ماتاتابي والنعناع البري، على التوالي. تم العثور على المركبات لصد البعوض ، ومن المفترض أن الاحتكاك بالنباتات يوفر للقطط غلافًا كيميائيًا يحميها من لدغات البعوض.